# Хагвеј Гранде
Хагвеј Гранде (шп. Jagüey Grande) је град на Куби у покрајини Matanzas. Према процени из 2011. у граду је живело 49.698 становника.

## Становништво
Према процени, у граду је 2011. живело 49.698 становника.
| 1991.  | 2011.  |
| ------ | ------ |
| 39.309 | 49.698 |